# Аджи-Бей
Аджи-Бей (Аджибей, Дар-Богаз; крымскотат. Acı Bey, Аджы Бей, укр. Аджи-Бей) — маловодная река (балка) на юго-восточном берегу Крыма, на территории городского округа Судак, левый приток реки Судак. Длина водотока 6,8 километра, площадь водосборного бассейна — 25,4 км².

## География
Исток реки находится на северных склонах хребта Папас-Тепе между вершинами Чиплах-Кая и Френк-Мезер восточной части Главной гряды Крымских гор, образуясь слиянием нескольких ручьёв. В справочнике «Поверхностные водные объекты Крыма» у реки значится 2 безымянных притока, длиной менее 5 километров, у Николая Рухлова, в труде «Обзор речных долин горной части Крыма» 1915 года, приведены названия 3 составляющих: Тумыс-Кишлы, Ай-Валлы и Кульер (он же урочище Дар-Богаз). На современных туристических картах (основанных на работах Игоря Белянского) помимо Дар-Богаза именовано ещё урочище Айдалы (вероятно — Ай-Валлы Рухлова).

Течёт преимущественно на юго-запад, впадая в Суук-Су у автодороги 35К-006 Судак — Грушевка, в 11 километрах от устья, водоохранная зона реки установлена в 50 м.
Хотя Суук-Су и её притоки большую часть года маловодны, долины их при ливневых дождях могут заполняться паводковыми водами до значительного уровня, причем подтоплению подвергается и шоссе Грушевка — Судак. Так в ночь с 18 на 19 августа 2017 года во время сильнейшего ливня паводковой волной было смыто с дороги и повреждено более двух десятков автомобилей и уложено в причудливый штабель. Дорожная пробка растянулась на 10 км. Водителям и пассажирам удалось спастись.